# Championnat du Luxembourg de football 1952-1953
Navigation
Saison précédente Saison suivante
La saison 1952-1953 du Championnat du Luxembourg de football était la 39e édition du championnat de première division au Luxembourg. Les douze meilleurs clubs du pays se retrouvent au sein d'une poule unique, la Division Nationale, où ils s'affrontent deux fois à domicile et à l'extérieur. À l'issue du championnat, les deux derniers du classement sont relégués et remplacés par les deux meilleurs clubs de Division d'Honneur, la deuxième division luxembourgeoise.
Le Progrès Niedercorn remporte le tout premier titre de champion de Luxembourg de son histoire en terminant en tête du classement final, avec un seul point d'avance sur la Jeunesse d'Esch et 5 sur le Stade Dudelange. Le tenant du titre, le National Schifflange, ne termine qu'à la 8e place, à 12 points du Progrès Niedercorn.

## Les 12 clubs participants
| - Stade Dudelange - National Schifflange - Red Boys Differdange - CA Spora Luxembourg - SC Tétange - Red Star Merl-Belair - Promu de Division d'Honneur | - AS La Jeunesse d'Esch - Union Luxembourg - Progrès Niedercorn - Fola Esch - Racing Rodange - Alliance Dudelange - Promu de Division d'Honneur |

## Compétition

### Classement
Le barème utilisé pour établir le classement est le suivant :
- Victoire : 2 points
- Match nul : 1 point
- Défaite : 0 point

| Rang | Équipe                   | Pts | J  | G  | N | P  | Bp | Bc | Diff |
| ---- | ------------------------ | --- | -- | -- | - | -- | -- | -- | ---- |
| 1    | Progrès Niedercorn       | 32  | 22 | 13 | 6 | 3  | 52 | 32 | +20  |
| 2    | Jeunesse d'Esch          | 31  | 22 | 13 | 5 | 4  | 41 | 24 | +17  |
| 3    | Stade Dudelange          | 27  | 22 | 11 | 5 | 6  | 40 | 25 | +15  |
| 4    | Red Boys Differdange (C) | 22  | 22 | 10 | 2 | 10 | 37 | 39 | -2   |
| 5    | Fola Esch                | 22  | 22 | 10 | 2 | 10 | 25 | 31 | -6   |
| 6    | Union Luxembourg         | 21  | 22 | 9  | 3 | 10 | 44 | 49 | -5   |
| 7    | Red Star Merl-Belair (P) | 21  | 22 | 10 | 1 | 11 | 41 | 51 | -10  |
| 8    | National Schifflange (T) | 20  | 22 | 8  | 4 | 10 | 46 | 39 | +7   |
| 9    | CA Spora Luxembourg      | 18  | 22 | 9  | 0 | 13 | 44 | 42 | +2   |
| 10   | SC Tétange               | 17  | 22 | 7  | 3 | 12 | 33 | 41 | -8   |
| 11   | Alliance Dudelange (P)   | 17  | 22 | 7  | 3 | 12 | 39 | 47 | -8   |
| 12   | Racing Rodange           | 16  | 22 | 5  | 6 | 11 | 32 | 54 | -22  |

|  | Champion du Luxembourg 1952-1953                                                             |
|  | Participation au barrage de relégation                                                       |
|  | Relégation en Division d'Honneur                                                             |
|  | (T) Tenant du titre (C) Vainqueur de la Coupe du Luxembourg (P) : Promu de deuxième division |

### Matchs

#### Barrage de relégation
L'Alliance Dudelange et le SC Tétange terminent à égalité à la 10e place, qui est la première de non-relégable. Les deux clubs doivent donc disputer un barrage pour connaître lequel va conserver sa place en Division Nationale.
| Équipe 1   | Résultat | Équipe 2           |
| ---------- | -------- | ------------------ |
| SC Tétange | 3 - 2    | Alliance Dudelange |

## Bilan de la saison
| Championnat du Luxembourg de football 1952-1953 |                                |
| Champion                                        | Progrès Niedercorn (1er titre) |
| Coupes et trophées                              |                                |
| Vainqueur de la Coupe du Luxembourg 1952-1953   | Red Boys Differdange           |
| Promotions et relégations                       |                                |
| Promus en Division Nationale                    | CS Grevenmacher                |
| Promus en Division Nationale                    | US Dudelange                   |
| Relégués en Division d'Honneur                  | Alliance Dudelange             |
| Relégués en Division d'Honneur                  | Racing Rodange                 |